# Василије Ковачевић
Василије Вајан Ковачевић (1844–1896), поп Српске православне цркве, цењени национални радник и српски крајишки војвода, био је један од главних вођа Босанско-херцеговачког устанка (1875–1878).
Вајан је такође био савременик и саборац другим српским крајишким војводама, као што су Петар Поповић Пеција (1826-1875), Голуб Бабић (1824-1910), Перо Крецо (1846-1907), Тривун-Триво Бундало (1842-19??), Триво Јерковић Амелица (1832–1906), поп Јово Гак и Симо Давидовић.

## Порекло
Василије је рођен у селу Приотока (код Бихаћа) 7. августа 1844. године у српској православној породици (која је припадала братству Богуновића), од оца Филипа и мајке Стеваније. Попут огромне већине породица (са 36 различитих презимена) из братства Богуновића и његова породица (Ковачевић) имала је Крсну славу „Јовањдан“ (Свети Јован Крститељ).

## Образовање
Основну школу завршио је у Српској задрузи попа Вида Ковачевића у селу Хргар (код Бихаћа), која је основана још 1840. године. После затварања школе 1850. године, прелази на школовање у своје село Притоку, где исту похађа у својој куће, пошто је школа била смештена у кући његових родитеља (отац му је био свештеник СПЦ). Након само пар година и ова школа је затворена (1858) од стране турских власти, непосредно после Дољанске буне. Иста школа поново је отварана два пута: 1859. године и поново 1864. године, такође у кући његовог оца. Прота Филип Ковачевић припадао је слоју свештеника који су се лично жртвовали за народно просвећивање.Подстицај за оснивање основних школа за српску децу долазио је из Кнежевине Србије (1815-1882), нарочито за време владавине Михаила Обреновића (1823-1868), кнеза Србије (владао: 1839-1842 и 1860-1868), са којим су српски трговци и свештеници из Босанске Крајине већ били успоставили веома живе политичке везе. У српским школама српска историја је била основни предмет, а по примеру из Србије, деца су учила војне вежбе, тзв. „талумљење“, што је код Турака изазивало нарочит бес. Рукоположен је за свештеника 1862. године. Поп Василије службовао је у родној Притоци све до одласка у устанак 1875. године.

## Рад на подизању националне свести код крајишких Срба
У своме завичају био је вољен и цењен од свих без разлике на веру. Бринуо се о браћи Виду и Кости, које је, као и сина Стевана ишколовао у бањалучкој Богословији, па је могуће да се поп Вајан и лично познавао са њеним управником Васом Пелагићем. Василије Ковачевић, као и већина нижег православног свештенства у Босни тога времена, био је привржен српској националној идеји. Црквено-школске општине, па и она у којој је стасавао млади Василије, биле су једина жаришта за развијање и неговање српске националне свести у Босни и Херцеговини. Ниже православно свештенство у Босни је у то доба регрутовано од српских младића, док је више постављано директно из „фанариотске“ Цариградске патријаршије. Врло рано поп Василије повезао се са Србима из Сарајева. Ковачевић је био у вези и са Богољубом-Теофилом Петрановићем (1830–1887), који је 1863. године у Сарајеву основао „Друштво за искорењивање подгурљивог имена Влах за Србе“. Василије је 1863. године из Српско-православне општине у Сарајеву за цркву „Св. Петра и Павла“ у Притоци, као и за друге православне црквице у бихаћкој околини, донео црквене одежде, сасуде и књиге послане из Русије. Почетком устанка Срба 1875. године Турци су ову цркву запалили, а у њој је изгорео и сав црквени мобилијар, осим неколико књига, једног дискоса и путира.Поп Василије је, са оцем протом Филипом, недељом и празницима вршио службу у цркви у Језеру, подигнутој 1863. године. У овој цркви, која је сматрана градском (удаљена 2 км од Бихаћа), била је једно време смештена Српска народна школа, чији је тутор и старатељ био његов отац.Књиге за школу набављане су у Србији. Као један од малобројних писммених људи у свом крају, поп Василије је 1865. године, током реновирања цркве у Језеру, пописао све српске кућне старешине (домаћине) у Бихаћу.

## Српски устанак
У устанак се укључио 6. августа 1875. године. Водио је устаничку чету (100) људи у 15 бојева против Турака. Васо Пелагић је попа Васу Ковачевића, како га је назвао, сврстао међу честите народне свештенике, који су одбацили крстове и мантије и стали уз устанике. Испрва је поп Вајан био у чети Стевана Маринковића, која је деловала у Мартин Броду и око манастира Рмањ, девстираног од стране турске војске на почетку устанка. Када Маринковић одбије покорност војводи Голубу Бабићу, поп Вајан остаје уз Бабића. Име попа Вајана Ковачевића, свештеника из Босанске Притоке налази се међу десет имена свештеника са подручја Кордуна и Босанске Крајине који су од Петра Мркоњића (1844-1921) добили новац, оружје и муницију за ратовање против Турака. Према извештају аустријског граничног натпоручника Марјановића, упућеном 14. априла 1867. године Зборном заповедништву у Загребу, граничари који су се од Петрова Села до Срба добровољно јављали у устанак требало је да се до доласка Петра Мркоњића ставе под команду Голуба Бабића и попа Вајана Ковачевића. Поп Вајан није био међу потписницима (војводе и главари) устаничког прогласа (од 20. јуна 1876. године) о присаједињењу Босне Србији и српског кнеза Милана Обреновића (1854–1901) за владара Босне. Поп Вајан био је уз пуковника Милету Деспотовића (око 1822-1890) од првог дана његовог управљања (1876–1878) устанком. Јуна 1876. године пратио га је на путу за Колунић из кога су позивали петровачке Турке на предају. Почетком августа 1876. године, заједно са четама попа Ђоке Карановића - Карана, Триве Амелице, Миће Тркуље и Вида Милановића, чета попа Вајана Ковачевића спалила је Босанско Грахово, али га није успела освојити. Без дозволе пуковника Милете Деспотовића истог месеца запалио је (заједно са попом Караном), Босански Петровац, а крајем месеца, са пуковником Деспотовићем, браћом Бабић, Тривуном Бундалом, Ником Буром, Мићом Тркуљом, попом Илијом Билбијом, Симом Чавком, Тривмо Амелицом, Видом Милановићем, Танасијем Смиљанићем и Стевом Маринковићем, учествовао у спаљивању Филиповића Оџака крај Гламоча. Учеснике победе над Турцима из Оџака пуковник Деспотовић наградио је септембра 1876. године медаљама за храброст. Осим сребрном медаљом за храброст, поп Вајан одликован је црвеним појасом за свештеничке дужности.
У време примирја (зима 1876/77. године) Деспотовић га је, уместо Херцеговинахерцеговачког војводе Алексе Јакшића (1835–1882), који је отишао у Србију, распоредио на положај у Пеуљама. Поп Вајан је био у Тишковцу (данас Горњи Тишковац) 4. априла 1877. године међу 17 потписника проглашавања пуковника Милете Деспотовића за генерала и „Главнокомандујућег босанске војске и управитеља босанског народа“, као и међу 16 аутора (војвода Голуб Бабић и 15 четовођа) „Изјаве оданости“ генералу Деспотовићу, писане 27. маја 1877. године у Малешевцима. Кад у априлу и марту 1877. године отпочну нове ратне операције, учесник је здруженог напада на ЧелебићСредином маја 1877. године поп Вајан је, са Ђ. Караном, В. Милановићем и Станком Бабићем, учествовао у паљењу Хрустова, Језера и Доње Санице, муслиманских села у долини реке Сане. Пре пораза устаника у Црним Потоцима поп Вајан Ковачевић био је са Станком Бабићем на Унцу. При одбрани Црних Потока 4. августа 1877. године, према Деспотовићевом распореду, држао је шанчеве на десном крилу према Далмацији, које је наводно прво попустило. Том приликом од стране Турака, који су пре напада слободно прешли на аустријску страну, задат му је ударац са леђа. После катастрофе у Црним Потоцима чета попа Вајана се распала, мада је формално постојала све до 29. октобра 1878. године.

## Политичко ангажовање
Као четовођа изабран је 29. септембра 1877. године у босанску привремену владу председника Владимира Јонина и потписник је три њена прогласа („Изјава Привремене босанске народне владе“, „У славу свете и нераздјелне тројице Бога Оца, Сина и Духа свјатаго“ и „Проглас народу босанском“).
Владу су чинили:
- Владимир Семјонович Јонин (Рус) - председник
- Јово Ерцег Скобла (Србин) - заменик председника

Чланови:
- Јово С. Билбија (Србин) - секретар
- Голуб Бабић (Србин) - војвода
- Вид Милановић (Србин) - војвода
- Перо Крецо (Србин) - војвода
- поп Василије Ковачевић (Србин) - четовођа
- поп Јово Пећанац (Србин) - четовођа
- Тривун Бундало (Србин) - четовођа
- Дамјан Ђурица (Србин) - четовођа
- Илија Шевић (Србин) - четовођа
- Илија Тривић (Србин) - четовођа
- Божо Љубоја (Србин) - четовођа
- фра Бонавентура-Боно Дрежњак (Хрват) - четовођа
- Нико Буро (Хрват) - четовођа
- Мато Јурета (Хрват) - четовођа

Према народној песми, поп Вајан носио је током устанка скерлетну доламу („У Вајана скерлетна долама“) посмрљених копчи („Па се веже смрали копчама“). За појасом носио је пиштољ („За појасом му љута гуја спава“), а јахао је коња („Под њим ђого зечки поиграва“). Без оружја ни у цркву није ишао („Без пусата ни у цркву неће”), а носио је дугу пушку („Дуга пушка погоцима гађа“), а од хладног оружја ханџар („А ханџаром пресјеца дрвеће“).

## Живот и рад после окупације
Након аустроугарске окупација Босне и Херцеговине 1878. године поп Вајан Ковачевић добио је 1879. године дозволу од аустријског генерала Паула фон Цаха (1831–1891) да цркву из Језера пренесе у градске бедеме Бихаћа. Касније је изграђена нова црква у којој је поп Вајан службовао до смрти. Бившем устаничком вођи Пери Креци саопштио је да му је аустријски окружник Емануел-Мане Жакула (1837-19??) наредио да након устанка, као локални свештеник, личним ауторитетом поврати одбегли српски народ у Хргар. Са попом Вајаном срео се 1880. године у Бихаћу Владимир Красић („…састанем се са својим пријатељем и познатим из срп. босанског устанка устанка храбрим вођем В…“), писац прве историје о устанку. Василиије Ковачевић је након аустрисјке окупације био надзиратељ Бихаћког протопрезвитеријата и парох за град Бихаћ са 8 села (Притока, Заложје, Злопољац, Лохово, Рачић, Дољани, Липа и Голубић). Након смрти пароха Симеона Иванчевића 2. фебруара 1882. године, осим у Бихаћу и околним селима служио је и у Хргару. Његов брат Коста био му је помоћник у надзиратељству протопрезвитеријатом и у вођењу парохије Бихаћ и Хргар (црква „Св. Тројице“, брвнара од дрвета). Дана 28. новембра 1896. након дуге и тешке болести умро је парох Василије Ковачевић. Василијев син Стефан (рођен 1863. године у Бихаћу) био је 1882/83. године питомац IV разреда православног богословског завода у Рељеву, а касније парох у Бихаћу све до смрти 1925. године, чиме се стара свештеничка лоза Ковачевића у Босанској Крајини угасила.

## Документационо наслеђе
Сведочанство попа Василија Ковачевића датира од 15. октобра 1876. године и написано је у Босанском Грахову. Реч је о архивском документу, саставном делу корпуса музеалија о устанку у Босни (1875–1878), прикупљаних тридесетих година 20. века за Музеј Врбавске бановине. На првој поставци музеја (1935–1941), смештеног у Дому краља Петра Великог Ослободиоца, била је изложена грађа о устанку прикупљана између 1930. и 1935. године. На изложби „Српски устанак у Босни 1875-1878“, реализованој 2006. године, документ је уз фотографију попа Вајана Ковачевића, која се такође чува у Музеју Републике Српске, био изложен у посебној витрини. Сведочанство је из времена након добијања одликовања од стране пуковника Милете Деспотовића. Значај документа огледа се у томе што сведочи да је поп Вајан током устанка био стотинар, као и да се пуковник Деспотовић и пре проглашења за генерала потписивао, осим као Главни командир устаничке војске, и као Управник босанког (српског) народа.
У једној молби обровачког одбора, упућеној српском генералу Тихомиљу Николићу (1832-1886), титулисан је као „полковник Деспотовић као намесник Босански његове светлости књаза Милана“, а кад се самопрогласио за генерала потписаивао се као „Главнокомандујући босанским четама генерал“, „Врховни управитељ босанским народом и главнокомандујући босанском војском генерал Деспотовић“, „Неограничени генерал усташке воиске Босанске“ или латиницом у писмима упућеним католицима пролошке чете: „Vaš glavni Komandir Bosanske vojske Pukovnik Despotovich“. Перо Крецо га у свом дневнику назива „Главнокомандујући господин генерал“. Документ је највероватније својеручно потписао пуковник Деспотовић у Босанском Грахову (село Стожишта), где је био главни устанички стан (штаб) све до јануара 1877. године, када се пресели у Црне Потоке.